# 西沢竜生
西沢 竜生（西澤 龍生、にしざわ りゅうせい、1928年7月27日 - ）は、日本のスペイン史学者、筑波大学名誉教授。
東京府生まれ。東京高等師範学校卒。杉勇等から薫陶を受ける。京都帝国大学史学科卒。下村寅太郎に師事、東京教育大学助手、東海大学助教授、愛知県立大学教授を経て、筑波大学教授、1992年定年退官、名誉教授、東京成徳大学教授。
原随園、井上智勇、田中美知太郎の指導のもと、西洋古典学による古代史研究から出発したが、後にオルテガの翻訳など、スペイン史、ヨーロッパ精神史を研究した。
門下生に小松進（筑波学院大学教授）、相京邦宏（豊橋技術科学大学准教授）、等松春夫（防衛大学校教授）、石黒盛久（金沢大学教授）、樋脇博敏（東京女子大学教授）、八十田博人（共立女子大学教授）、石田信一（跡見学園女子大学教授）、田中圭子（大分県立芸術文化短期大学教授）らがいる。

## 著書

### 単著
- 史の辺境にむけて 逆光のヨーロッパ 未來社 1986.10
- スペイン原型と喪失 彩流社 1991.5
- ミダース王　<人と思想>清水書院 2010.10、新版2016.9

### 編著ほか
- 近世軍事史の震央 人民の武装と皇帝凱旋 彩流社 1992.2。編著
- 近世ヨーロッパ軍事史―ルネサンスからナポレオンまで アレッサンドロ・バルベーロ 論創社 2014。監訳

### 翻訳
- 建築 百万人の芸術 T.ハムリン 彰国社 1959
- 反文明的考察 ホセ・オルテガ・イ・ガセー 東海大学出版会 1966、新版1978
- グレイト・フロンティア 近代史の底流 ウォルター・プレスコット・ウェッブ 東海大学出版会 1968
- 傍観者－エル・エスペクタドール オルテガ・イ・ガセー 筑摩書房・筑摩叢書 1973、新版1985
- スペインの理念 メネンデス・ピダル、ガニベー、ライン・エントラルゴ 橋本一郎共訳 新泉社 1974
- 現代文明の砂漠にて オルテガ・イ・ガセー 新泉社 1974
- メヒコの時間 革命と新大陸 カルロス・フエンテス 新泉社 1975
- 沈黙と隠喩 ホセ・オルテガ・イ・ガセー 河出書房新社 1975、新版1987、オンデマンド版2003
- 西洋の源流　ギリシア文化拡散の跡をたずねる（監訳） 教育出版センター　1983.3
- 星の処女神エリザベス女王 十六世紀における帝国の主題 フランシス・A.イエイツ 正木晃共訳 東海大学出版会 1982.9
- 星の処女神とガリアのヘラクレス 十六世紀における帝国の主題 フランシス・A.イエイツ 正木晃共訳 東海大学出版会 1983.7
- 裸眼のスペイン 燃えあがる「史」の開顕 フリアン・マリーアス 竹田篤司共訳 論創社 1992.6
- ある亡命者の変身 ゼルフィ・グスターヴ伝 フランク・ティボル 彩流社 1994.2
- 憎悪の樹 アングロvsイスパノ・アメリカ フィリップ・ウェイン・パウエル 竹田篤司共訳 論創社 1995.6
- ディオニューソス 神話と祭儀 ワルター・F.オットー 論創社 1997.3
- ミューズ 舞踏と神話 ワルター・F.オットー  論創社 1998.4
- 狩猟の哲学 オルテガ・イ・ガセー 吉夏社 2001.5
- ミシュレとグリム ヴェルナー・ケーギ　論創社 2004.1
- ブダペストのミダース王　若きルカーチとハンガリー文壇　ジュラ・ヘレンバルト　論創社 2010.10

### 共著編
- ヨーロッパにおける人間観の研究、未来社、1982

（古田光、
藤田健治、
木田献一、
屋形禎亮、
澤柳大五郎、
廣川洋一、
中野幸次、
秀村欣二、
兼岩正夫、
清水富雄、
裾分一弘、
下村寅太郎、
西沢龍生、
永井博
による共編著）

### 記念論集
- ヨーロッパ精神史の基本問題 : 下村寅太郎先生退官記念論文集、岩波書店、1966

（澤柳大五郎、
関根正雄、
村治能就、
浅野順一、
中野幸次、
秀村欣二、
兼岩正夫、
清水富雄、
渡辺金一、
下村寅太郎、
西沢龍生、
藤田健治、
永井博
による共編著）